# Sender Koblenz
Der Sender Koblenz war eine Sendeanlage in Koblenz. Der 1935 errichtete Sender für Mittelwellenrundfunk im Stadtteil Lützel wurde 1974 abgerissen. Er ist nicht zu verwechseln mit dem SWR-Sender Koblenz.

## Geschichte

### Gelände
Auf dem Gelände des Senders stand ursprünglich das Festungswerk Rübenacher Schanze. Nach der Entfestigung 1920 ließ die Stadt Koblenz an dieser Stelle einen Sportplatz anlegen, obwohl das Areal zum einen noch von der französischen Besatzungsarmee beansprucht wurde und es ihr zum anderen auch nicht gehörte. Erst am 1. Januar 1934 konnte die Stadt nach jahrelangen zähen Verhandlungen die Liegenschaft schließlich unentgeltlich übernehmen.
Die Oberpostdirektion Koblenz hatte 1932 den Bau eines Nebensenders beantragt, um die Versorgung des Großraums Koblenz zu gewährleisten. Vor der Entscheidung für den Standort des neuen Senders hatte man 1933 bereits Versuchssender auf der benachbarten ehemaligen Bubenheimer Flesche, auf der Karthause und auf dem Oberehrenbreitstein errichtet. Ziel dieser Vorgehensweise war es, die Funkqualität an den ausgewählten Stellen zu kontrollieren, um so eine endgültige Entscheidung für den bestmöglichen Platz des Senders treffen zu können. Favorit war zu der Zeit noch die Bubenheimer Flesche. Letztlich entschied man sich für die benachbarte Rübenacher Schanze, wo an Stelle des Sportplatzes nun der Sendeturm entstand.

### Mittelwellensender
Der Sender Koblenz verwendete ab seiner offiziellen Eröffnung am 13. April 1935 als Antennenturm zunächst einen 107 Meter hohen Holzturm, der zwischen dem 2. Oktober 1934 und dem 15. November 1934 errichtet wurde. Dieser Turm war ursprünglich einer der beiden Türme des Senders Mühlacker, der 1934 im Zuge des Umbaus der Antennenanlage demontiert wurde.
Wegen Fäulnis musste dieser Turm bereits 1936 wieder abgebrochen werden. 1938 entstand aus Luftschutzgründen in ca. 100 Metern vom Sendegebäude ein neuer, 107 Meter hoher Holzturm, der am 2. Juni des Jahres in Betrieb genommen werden konnte. Von den Luftangriffen im Zweiten Weltkrieg blieb der Mast größtenteils verschont, während die Studios im Kolpinghaus zerstört wurden. Das Sendehaus am Turm wurde bei vier Luftangriffen zum Teil stark beschädigt. Nach dem Angriff des 24. Dezember 1944, bei dem in der Nähe des Sendergrundstückes ein Starkstromkabel durchtrennt worden war, stellte der Sender mangels Strom seinen Betrieb ein.
Nach dem Krieg konnte der Sendebetrieb, nun unter dem Namen Radio Koblenz, am 14. Oktober 1945 in der benachbarten Falckenstein-Kaserne wieder aufgenommen werden, am 31. März 1946 übernahm der Südwestfunk den Sender.
1965 musste der Holzturm abgerissen werden, da die Stadt Koblenz den Pachtvertrag für das Grundstück, auf dem dieses Bauwerk stand, gekündigt hatte. Als Ersatz wurde in unmittelbarer Nachbarschaft ein 52 Meter hoher, gegen Erde isolierter selbststrahlender Stahlfachwerkmast errichtet. Am 15. August 1974 stellte der Sender Koblenz seinen Betrieb ein, der Turm wurde beseitigt. An der Stelle des einstigen Senders Koblenz errichtete die Oberpostdirektion Koblenz ein neues Gebäude für das Fernmeldeamt II der späteren Deutschen Telekom, in dem seit Juli 2015 das Landesamt für Vermessung und Geobasisinformation Rheinland-Pfalz untergebracht ist. In unmittelbarer Nähe befindet sich auch noch das ehemalige Sendehaus, das nach dem Krieg wieder hergerichtet wurde. Neben zahlreichen Bildern erinnert heute noch der Straßenname Am Sender an das 1974 abgerissene Bauwerk.